# Tania Chamorro
Tania-Melissa Chamorro Guida (* 10. Mai 1993 in Martos) ist eine spanisch-schweizerische Fussballspielerin.

## Leben

### Karriere
Chamorro begann ihre Karriere beim FC Allschwil und wechselte 2006 in die Jugend des FC Basel. In Basel wurde sie zur Saison 2010/2011 in das Nationalliga A-team befördert, wo sie am 1. Spieltag der laufenden Saison gegen den 1. FFC Zuchwil 05 am 7. August 2010 zu ihrem 12-minütigen Debüt kam. Im September 2011 verließ die Abwehrspielerin den FC Basel und wechselte gemeinsam mit der Basler Vereinskollegin Karolina Validžić, in die 1. Liga – Gruppe 2 zum FFC Therwil.

### Privates
Ihr Bruder Ivan Chamorro, ist ebenfalls als Fußballer aktiv und spielt beim FC Rheinfelden.